# 慶都公主
慶都公主（1409年10月9日—1440年6月12日），名朱圆通，明朝公主。明仁宗朱高炽次女。母趙惠妃。
永乐七年九月初一日，朱圆通出生。洪熙元年四月初七日，封庆都公主。宣德三年十一月初二日，下嫁焦敬。正统二年七月十五日，进封慶都大长公主。
正統五年五月十三日，公主去世，享年三十二岁。当年八月，公主安葬于黑石山之原（属北京金山皇家墓葬区）。驸马焦敬则卒于1467年1月20日。明憲宗為此罷朝一日，后賜喪葬如舊。
2008年，在北京黑石头发现《庆都大长公主圹志》。其余情况不详。